# Гражданская война в Византии (1352—1357)
Гражданская война в Византии 1352—1357 — отмечает продолжение и последствие Гражданской войны в Византии в 1341—1347. Были вовлечены Иоанн V Палеолог и два представителя династии Кантакузинов — Иоанн VI и его старший сын Матфей. Иоанн V в итоге стал единым императором Византийской империи, но возобновление гражданской войны ещё больше разорило страну, оставив Византию в руинах.

## Предпосылки
В итоге конфликта 1341—1347 годов, Иоанн VI Кантакузин стал старшим императором и наставником молодого Иоанна V Палеолога. Этому порядку дел, тем не менее, не суждено было продолжаться долго; сторонники Палеологов все ещё не доверяли ему, в то время как его собственные сторонники предпочитали сместить Палеологов и сделать Кантакузинов правящей династией. Старший сын Иоанна VI — Матфей — также негодовал из-за будущего перехода престола Иоанну V и должен был довольствоваться созданием полу-автономного удела, покрывающего большую часть Западной Фракии, что увеличило вдвое размер марки, направленной против Сербской империи Стефана Душана.

## Ход событий и последствия
Постоянно ухудшающиеся отношения между Матфеем, правившим Восточной Фракией, и Иоанном V, находящимся в Западной Фракии, стали причиной возобновления гражданской войны. Открытая война разгорелась в 1352, когда Иоанн V при поддержке венецианских и турецких отрядов напал на Матфея. Иоанн VI пришел на помощь сыну с 10 000-м османским отрядом, отвоевавшим города Фракии, свободно грабя их. В октябре 1352, близ Демотики, османский отряд встретил и разгромил 4 000-й сербский отряд, предоставленный Иоанну V Душаном. Это было первой победой османов в Европе и зловещим предзнаменованием их будущей экспансии. Через 2 года захват турками Галлиполи ознаменовал начало османского завоевания Балканского полуострова, завершившись падением Константинополя столетие спустя. Тем временем, Иоанн V бежал на остров Тенедос, откуда совершил безуспешную попытку захватить Константинополь в марте 1353. Иоанн VI в ответ короновал Матфея как соправителя, но Иоанн V, заручившись генуэзской помощью и надеясь на уменьшающуюся популярность Кантакузинов, вошел в столицу в ноябре 1354. Иоанн VI отрекся от престола и удалился в монастырь. Матфей продержался во Фракии до своего отречения в 1357, что сделало Иоанна V Палеолога единственным повелителем государства-обрубка.. Впрочем, у него вскоре не осталось и этого, т.к. к 1366 году, т.е. менее чем через 10 лет после окончания гражданской войны, вся Восточная Фракия, за исключением обезлюдевшего, но хорошо защищенного древними стенами Константинополя, Редесто и Месемврии, была покорена турками-османами.